# Wars for Nothing
Wars for Nothing – singiel węgierskiej piosenkarki Boggie napisany przez Árona Sebestyéna i Sárę Hélène Bori oraz wydany w 2015 roku.
W grudniu 2014 roku utwór został jednym z trzydziestu propozycji zakwalifikowanych do stawki węgierskich eliminacji do 60. Konkursu Piosenki Eurowizji – A Dal. Piosenka została zaprezentowana przez Boggie w trzecim ćwierćfinale selekcji, w którym zdobyła łącznie 46 punktów od jurorów i telewidzów, dzięki czemu awansowała do rundy półfinałowej z pierwszego miejsca. Tydzień później utwór został zaśpiewany w pierwszym półfinale i zakwalifikował się do finału, w którym ostatecznie zdobył największe poparcie komisji jurorskiej i telewidzów, dzięki czemu zajął pierwsze miejsce, zostając tym samym propozycją reprezentującą Węgry podczas Konkursu Piosenki Eurowizji organizowanego w Wiedniu. W trakcie wszystkich występów konkursowych artystka zawarła w wizualizacjach swojej piosenki kilka zwrotów dotyczących liczby ofiar rozgrywających się na świecie konfliktów i tragedii. Kontrowersje wzbudziło jedno ze zdań zawartych na ekranie – 2014. Gaza. Dwie trzecie ofiar to cywile, w tym ponad 500 dzieci, które nawiązywało do konfliktu izraelsko-palestyńskiego i operacji wojskowej, którą Izrael przeprowadził przeciwko Hamasowi latem 2014 roku. Swoje oburzenie wobec prezentacji wyraził Ilan Mor, ambasador Izraela na Węgrzech, który domagał się wycofania węgierskiej propozycji ze stawki konkursowej. Jak podał francuski dziennik Le Figaro, jeden z przedstawicieli węgierskich władz miał zapewnić izraelskiego ambasadora, że w piosence nie ma odniesień do wydarzeń w Strefie Gazy. Sama Boggie odpadła zarzuty mówiąc, że „to piosenka nie tylko o pokoju, ale także naszej zdolności do brania odpowiedzialności za nasze działania”.
W maju singiel został zaprezentowany w pierwszym półfinale konkursu jako dziesiąty w kolejności i zakwalifikował się do stawki finałowej, w którym zajął ostatecznie 20. miejsce z 19 punktami na koncie.

## Notowania na listach przebojów
| Kraj  | Lista (2015)  | Najwyższe miejsce |
| ----- | ------------- | ----------------- |
| Węgry | Single Top 40 | 16                |